# Waupun
Waupun è un comune degli Stati Uniti d'America, situato nello Stato del Wisconsin, diviso tra la contea di Dodge e la contea di Fond du Lac.

## Città di sculture
Waupun ospita una collezione di sculture all'aperto di Clarence Addison Shaler, produttore, inventore e scultore della zona. Queste sculture includono The Dawn of Day, Who Sows Believes in God, The Pioneers e The Recording Angel, tra gli altri.